# Cikloserin
Cikloserin je antibiotik koji je efektivan protiv Mycobacterium tuberculosis. U tretmanu tuberkoloze on je klasifikovan kao lek druge linije, drugim rečima, on se primenjuje ako se jedan ili više lekove prve linije ne mogu koristiti.
Mada je aktivan i protiv drugih bakerija, cikloserin se uobičajeno koristi isključivo u tretmanu tuberkuloze.

## Mehanizam dejstva
Dve krajnje aminokiseline u murein-prekursorskom lipidu II su D-alanini, koji nastaju aktivnošću enzima alanin racemaza. Ove dve kiseline se međusobno povezuju dejstvom enzima D-alanin ligaza. Cikloserin kompetitivno inhibira oba enzima.

## Primena i sporedna dejstva koja nisu vezana za antibiotsku aktivnost
Ovaj lek je isproban u tretmanu fobija kao i dodatak konvencionalnim tretmanima za kliničku depresiju, opsesivno-kompulsivne poremećaje i šizofreniju. Ekperimentalno je korišćen u terapiji Gaučerove bolesti.
Nedavna istraživanja ukazuju da D-cikloserin potencijalno može biti efikasan u tretmanu hroničnog bola.
Neželjeni efekti se uglavnom manifestuju na centralnom nervnom sistemu (CNS), na primer glavobolja, iritabilnost, depresija, psihotični grčevi. Ko-doziranje sa piridoksinom može da ublaži pojavu pojedinih CNS neželjenih efekata (na primer grčeva).
Ovi psihotropni efekti su povezani sa ativnošću D-cikloserina kao parcijalnog agoniste neuronskog NMDA receptora za glutamat. Oni su izučavani u kontekstu čulno prouzrokovanog straha u amigdali.